# Havrán István
Havrán István (Mátranovák, 1909. szeptember 17. - 1992. július 30.) magyar bányász, miniszter, az Országos Bányaműszaki Főfelügyelőség és a Bányaipari Dolgozók Szakszervezete nyugalmazott elnöke.

## Életpályája
Bányászcsaládban született. A négy polgári osztály elvégzése után lakatos és bányaaknász végzettséget szerzett. 1929-től Budapesten dolgozott géplakatos segédként. Belépett a vasas szakszervezetbe. Munkahelye 1930-tól a salgótarjáni szénbánya, majd 1938-tól az egercsehi bánya lett. A második világháború végén katona volt, ahonnan hazaszökött, majd a szovjet csapatok megjelenéséig bujkált. 1945 és 1948 között a kisterenyei bányában dolgozott. Belépett a Magyar Kommunista Pártba és tagja lett a bányászszakszervezetnek tagja volt. 1946. júniusában az MKP kisterenyei titkára lett. Az MKP Nógrád megyei képviselőjelöltjeként indult az 1947. augusztus 31-i országgyűlési választásokon. 1948. márciusától a bányászszakszervezet versenytitkára volt, majd a KV tagja. 1948. októbertől a Szaktanács termelési osztályának helyettes vezetője. Az 1949. május 15-i országgyűlési választásokon a Magyar Függetlenségi Népfront országos listáján először pótképviselővé választották és csak 1949. december 5-től lett tényleges országgyűlési képviselő. 1950-től a bányászszakszervezet főtitkára lett. 1946-ban 3, majd 1947-ben 2 hónapos pártiskolát végzett. 1951-től (?) 1953-ig  bánya- és energiaügyi miniszter, majd 1953 és 1974 között a vegyipari miniszter helyettese volt. 1955 és 1974 között ő volt az Országos Bányaműszaki Felügyelõség elnöke.

## Emlékezete
Budapesten a Farkasréti temetőben nyugszik.